# Вікове дерево дуб черешчатий, 150 років
Вікове дерево дуб черешчатий 150 років — ботанічна пам'ятка природи місцевого значення. Об'єкт розташований на території Токмацького району Запорізької області, село Долина, вул. Радянська 56.
Площа — 0,05 га, статус отриманий у 1982 році.